# Lapillus
Lapillus (/ləˈpɪləs/; tiếng Hàn: 라필루스; Romaja: Rapilruseu; McCune–Reischauer: Rap'ilrusŭ) là một nhóm nhạc nữ Hàn Quốc được thành lập và quản lý bởi MLD Entertainment. Nhóm bao gồm sáu thành viên: Chanty, Shana, Yue, Bessie, Seowon và Haeun. Nhóm chính thức ra mắt vào ngày 20 tháng 6 năm 2022 với đĩa đơn kỹ thuật số đầu tay Hit Ya!.

## Tên gọi
Trong một cuộc họp báo độc quyền với các trang mạng truyền thông ABS-CBN và CNN Philippines của Philippines, trưởng nhóm Shana đã giải thích rằng tên nhóm bắt nguồn từ một từ tiếng Latinh, nó có nghĩa là một viên đá đặc biệt hoặc giống như một viên ngọc tỏa sáng với các màu khác nhau tùy thuộc vào hướng ánh sáng.

## Lịch sử

### Trước khi ra mắt
- Shana là thí sinh thưộc J-Group của chưong trình sống còn Girls Planet 999, xếp thứ 16 chung cuộc.[5]

- Chanty là diễn viên từng thuộc Star Magic ở Philippines và trước đây đã xuất hiện trên các bộ phim truyền hình như Hiwaga ng Kambat, I Got You và Starla.[6][7] Cùng với Shana, Chanty đã tổ chức một chuỗi YouTube có tên ChanSha World từ tháng 12 năm 2021 đến tháng 8 năm 2022, trong đó có một cặp trò chơi ghép đôi và hoàn thành các thử thách, cho phép người hâm mộ khám phá thêm về họ trước khi ra mắt.[8]

### 2022–nay: Ra mắt với HIT YA! và Girl's Round Part.1
Vào ngày 16 tháng 5 năm 2022, MLD Entertainment thông báo rằng họ sẽ ra mắt một nhóm nhạc nữ mới lần đầu tiên kể từ khi ra mắt MOMOLAND vào năm 2016. Các thành viên được tiết lộ theo cặp từ ngày 23 đến ngày 25 tháng 5, bắt đầu với Shana và Haeun, sau đó là Seowon và Yue và cuối cùng là Bessie và Chanty. Hoạt động quảng bá cho màn ra mắt của nhóm bắt đầu vào ngày 13 tháng 6 năm 2022 với việc công bố tên album và theo sau là ảnh teaser, video giới thiệu. Là nhóm nhạc nữ đầu tiên ra mắt dưới trướng MLD Entertainment sau sáu năm, Lapillus đã phát hành đĩa đơn kỹ thuật số đầu tay, HIT YA!, vào ngày 20 tháng 6 năm 2022, bao gồm ca khúc chủ đề cùng tên và phiên bản nhạc cụ. Buổi biểu diễn trên chương trình âm nhạc đầu tiên của Lapillus được phát sóng vào ngày 23 tháng 6 năm 2022, trên M Countdown của Mnet.
Ngày 31 tháng 8 năm 2022, có thông báo rằng Lapillus sẽ phát hành mini album đầu tay của nhóm với tựa đề Girl's Round Part.1 và hai ca khúc chủ đề là "Gratata" và "Burn With Love" vào ngày 22 tháng 9 năm 2022.
Ngày 8 tháng 12 năm 2022, MLD Entertainment thông báo rằng Bessie đã tạm ngừng hoạt động vì lý do sức khỏe.
Ngày 19 tháng 1 năm 2023, MLD Entertainment thông báo Chanty tạm ngừng hoạt động vì lý do sức khỏe.

## Thành viên
- Chú thích: In đậm là nhóm trưởng

| Nghệ danh | Nghệ danh | Tên khai sinh        | Tên khai sinh      | Tên khai sinh        | Tên khai sinh | Tên khai sinh      | Ngày sinh         | Nơi sinh                                                   | Quốc tịch   |
| Latinh    | Hangul    | Latinh               | Hangul             | Tên bản ngữ          | Hanja         | Hán-Việt           | Ngày sinh         | Nơi sinh                                                   | Quốc tịch   |
| Chanty    | 샨티      | Maria Chantal Videla | 마리아 샹탈 비델라 | Maria Chantal Videla | Không có      | Không có           | 15 tháng 12, 2002 | Manila, Philippines                                        | Philippines |
| Chanty    | 샨티      | Maria Chantal Videla | 마리아 샹탈 비델라 | Maria Chantal Videla | Không có      | Không có           | 15 tháng 12, 2002 | Manila, Philippines                                        | Argentina   |
| Shana     | 샤나      | Nonaka Shana         | 노나카 샤나        | のなかしゃ           | 野仲紗奈      | Dã Trọng Sa Nại    | 13 tháng 3, 2003  | Kōchi, Nhật Bản                                            | Nhật Bản    |
| Yue       | 유에      | Nancy Yang           | 낸시 양            | Nancy Yang           | 杨杨玥        | Duơng Duơng Nguyệt | 3 tháng 7, 2004   | California, Hoa Kỳ                                         | Hoa Kỳ      |
| Yue       | 유에      | Yang Yangyue         | 양양위에           | Nancy Yang           | 杨杨玥        | Duơng Duơng Nguyệt | 3 tháng 7, 2004   | California, Hoa Kỳ                                         | Hoa Kỳ      |
| Bessie    | 베시      | Kim Susanna          | 김수산나           | 김수산나             | 金苏珊娜      | Kim Tô San Na      | 15 tháng 7, 2004  | Pungho-dong, Jinhae-gu, Changwon, Gyeongsang Nam, Hàn Quốc | Hàn Quốc    |
| Seowon    | 서원      | Jang Seo-won         | 장서원             | 장서원               | 張瑞員        | Trưong Thụy Viên   | 12 tháng 5, 2006  | Wolgye-dong, Gwangsan-gu, Gwangju, Hàn Quốc                | Hàn Quốc    |
| Haeun     | 하은      | Lim Ha-eun           | 임하은             | 임하은               | 任夏恩        | Nhâm Giá Ân        | 2 tháng 11, 2008  | Gumi, Gyeongsang Bắc, Hàn Quốc                             | Hàn Quốc    |